# Споменик браниоцима српске слободе
Споменик браниоцима српске слободе је најновији споменик у оквиру Спомен-парка Брдо мира у Горњем Милановцу.
Споменик је посвећен палим борцима у ратовима који су пратили распад Југославије и НАТО бомбардовање СР Југославије, од 1991. до 1999. године. На споменику су убележена имена 18 мештана рудничко-таковског краја који су у тим ратовима погинули.
Споменик је дело академског вајара Небојше Савовића, подигнут 2000. године.